# Bursa cruentata
Bursa cruentata is een slakkensoort uit de familie van de Bursidae. De wetenschappelijke naam van de soort werd in 1835 voor het eerst geldig gepubliceerd door George Brettingham Sowerby II.